# Parque Quase-Nacional Kita Nagato Kaigan
O Parque Quase-Nacional Kita-Nagato Kaigan é um parque quase-nacional localizado na prefeitura japonesa de Yamaguchi. Estabelecido em 1 de novembro de 1955, tem uma área de 8 021 hectares.